# 23814 Bethanylynne
23814 Bethanylynne è un asteroide della fascia principale. Scoperto nel 1998, presenta un'orbita caratterizzata da un semiasse maggiore pari a 2,7824606 UA e da un'eccentricità di 0,0696681, inclinata di 1,57222° rispetto all'eclittica.